# Brackett (cráter)

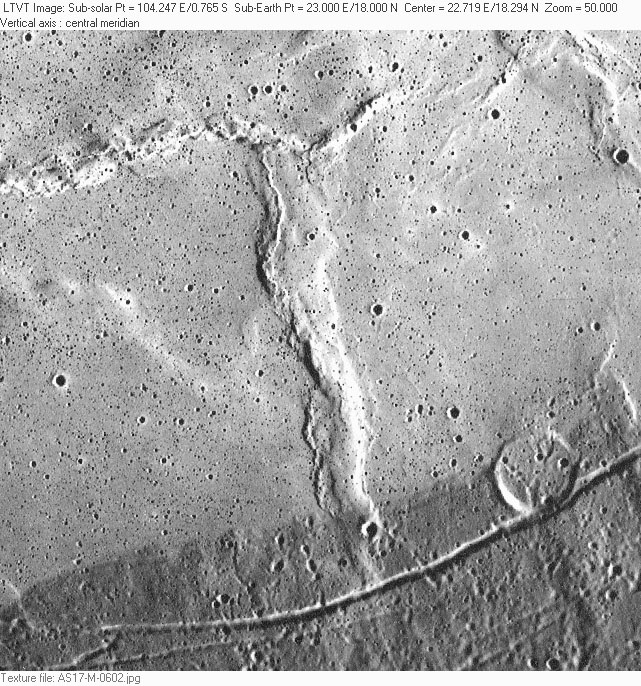
Dorsum Nicol (en vertical) y rimae Plinius, con Brackett tangente

Brackett es un pequeño cráter de impacto lunar que se encuentra cerca del borde sureste del Mare Serenitatis. El cráter ha sido cubierto por el flujo de lava, dejando solo un rastro en forma de anillo en el mar lunar circundante. Este cráter se observa mejor bajo ángulos de iluminación oblicuos, ya que de otro modo es difícil de localizar. El borde sur está casi en contacto con un sistema de grietas llamado Rimae Plinius.

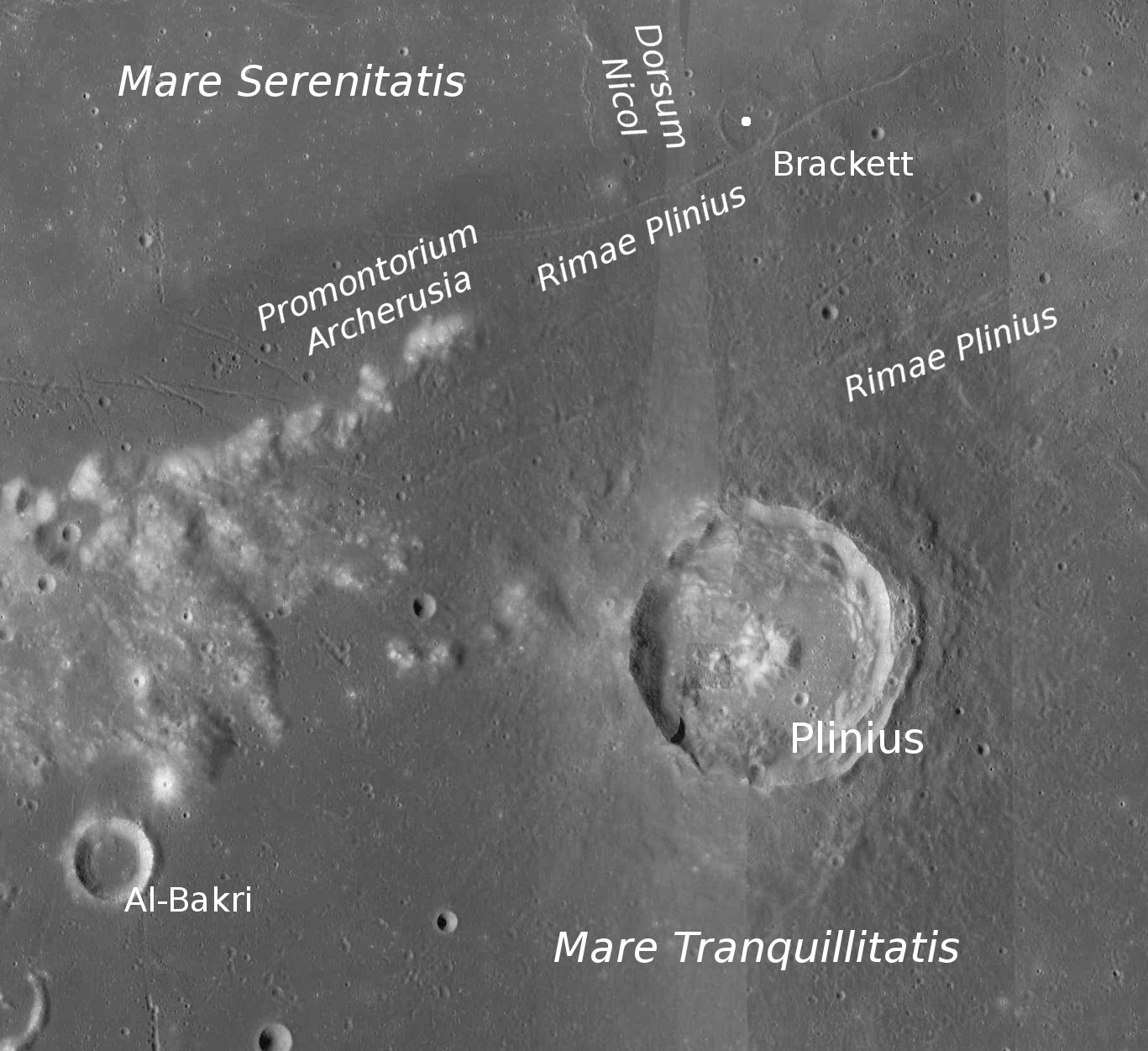
Fotografía de la misión Lunar Reconnaissance Orbiter. Brackett, arriba a la derecha